# John Wieners
John Joseph Wieners, född 6 januari 1934 i Milton, död 1 mars 2002 i Boston, var en nordamerikansk pjäsförfattare och poet. Han debuterade 1958 med samlingen The Hotel Wentley Poems och brukar förknippas med flera olika poesiskolor i sitt hemland, såväl den så kallade San Francisco Rennaisance som Beat Generation och Black Mountain poets. Han är inte översatt till svenska (2020).